# فرد لوكاس (لاعب كرة قدم)
فرد لوكاس (بالإنجليزية: Fred Lucas)‏ هو لاعب كرة قدم بريطاني، ولد في 29 سبتمبر 1933 في Slade Green ‏ في المملكة المتحدة، وتوفي في 11 سبتمبر 2015 في Woolwich ‏ في المملكة المتحدة. لعب مع تشارلتون أثلتيك وكريستال بالاس.

## وصلات خارجية
- فرد لوكاس على موقع إي آس بي آن كريك إنفو (الإنجليزية)